# Championnats d'Amérique du Sud d'athlétisme 2017
Navigation
Édition précédente Édition suivante
Les Championnats d'Amérique du Sud d'athlétisme 2017, dont c'est la 50e édition, se déroulent du 23 au 25 juin 2017 à Luque, près d'Asunción, au Paraguay. C'est la première fois qu'ils se déroulent dans ce pays.
Le Brésil domine la compétition avec 36 médailles et 352 points, devant la Colombie (30 médailles, 259 points) et l'Argentine (14 médailles et 160 points). Cette 50e édition est aussi la première où toutes les fédérations participantes remportent au moins une médaille et celle où les deux premiers titres sont décernés pour le Guyana et le Suriname en 50 éditions.

## Résultats[2]

### Hommes
| Épreuves | Or                                                                                             | Argent                                                                           | Bronze                                                                               |
| --- | ---------------------------------------------------------------------------------------------- | -------------------------------------------------------------------------------- | ------------------------------------------------------------------------------------ |
| 100 m (Vent : +1,9 m/s) | Diego Palomeque 10 s 11 (NR)                                                                   | Bruno de Barros 10 s 22                                                          | Felipe dos Santos 10 s 29                                                            |
| 200 m (Vent : +2,2 m/s) | Bernardo Baloyes 20 s 36 (v. f.)                                                               | Álvaro Cassiani 20 s 90 (w)                                                      | Virgilio Griggs 21 s 11 (w)                                                          |
| 400 m | Winston George 45 s 42                                                                         | Jhon Perlaza 45 s 77                                                             | Yilmar Herrera 46 s 02 (PB)                                                          |
| 800 m | Leandro Paris 1 min 49 s 82                                                                    | Lutimar Paes 1 min 50 s 27                                                       | Jonathan Bolados 1 min 50 s 30                                                       |
| 1 500 m | Federico Bruno 3 min 45 s 28                                                                   | Carlos Díaz 3 min 45 s 69                                                        | Carlos Andrés San Martín 3 min 49 s 99                                               |
| 5 000 m | Víctor Aravena 13 min 57 s 45                                                                  | Éderson Pereira 13 min 59 s 20                                                   | Ivan González 14 min 15 s 76                                                         |
| 10 000 m | Bayron Piedra 29 min 3 s 73                                                                    | Luis Ostos 29 min 6 s 74                                                         | Miguel Amador 29 min 35 s 17                                                         |
| 20 000 m marche (piste) | Mauricio Arteaga 1 h 24 min 40 s 0                                                             | Jhon Castañeda 1 h 25 min 4 s 5                                                  | César Rodríguez 1 h 25 min 38 s 3                                                    |
| 110 m haies (Vent : + 3,8 m/s) | Eduardo de Deus 13 s 42 (v. f.)                                                                | Éder Souza 13 s 49                                                               | Javier McFarlane 13 s 76                                                             |
| 400 m haies | Guillermo Ruggeri 49 s 72 (NR)                                                                 | Alberth Bravo 50 s 36                                                            | Alfredo Sepúlveda 50 s 37                                                            |
| 3 000 m steeple | José Peña 8 min 45 s 93                                                                        | Gerald Giraldo 8 min 51 s 59                                                     | Mario Bazán 8 min 51 s 97                                                            |
| 4 × 100 m | Brésil Flávio Gustavo Barbosa Aldemir Gomes da Silva Bruno de Barros Felipe dos Santos 39 s 47 | Colombie Deivis Diaz Diego Palomeque Bernardo Baloyes Johnny Rentería 39 s 67    | Venezuela Yeiker Mendoza Arturo Ramírez Álvaro Cassiani Jesús Rafael Vásquez 39 s 74 |
| 4 × 400 m | Colombie Jhon Alexander Solís Diego Palomeque Yilmar Herrera Jhon Perlaza 3 min 5 s 02         | Brésil Bruno de Barros Alexander Russo Hugo de Sousa Lucas Carvalho 3 min 7 s 32 | Venezuela Alberth Bravo Alberto Aguilar Kelvis Padrino Omar Longart 3 min 7 s 74     |
| Saut en hauteur | Eure Yáñez 2,31 m (NR)                                                                         | Talles Frederico Silva 2,28 m                                                    | Fernando Ferreira 2,19 m                                                             |
| Saut à la perche | Germán Chiaraviglio 5,60 m                                                                     | Walter Viáfara 5,10 m                                                            | Rubén Benítez 5,00 m                                                                 |
| Saut en longueur | Paulo Sérgio Oliveira 7,93 m (+ 2,3)                                                           | Emiliano Lasa 7,89 m                                                             | Daniel Pineda 7,87 m (+ 3,3)                                                         |
| Triple saut | Miguel van Assen 16,94 m (+ 2,0)                                                               | Mateus de Sá 16,70 m (+ 3,9)                                                     | Eduardo Landeta 16,30 m (w)                                                          |
| Lancer du poids | Darlan Romani 21,02 m                                                                          | Willian Dourado 19,95 m                                                          | Germán Lauro 19,91 m                                                                 |
| Lancer du disque | Mauricio Ortega 63,82 m                                                                        | Germán Lauro 61,70 m                                                             | Douglas Júnior 58,83 m                                                               |
| Lancer du marteau | Wagner Domingos 73,79 m                                                                        | Humberto Mansilla 73,16 m                                                        | Allan Wolski 71,38 m                                                                 |
| Lancer du javelot | Braian Toledo 79,93 m                                                                          | Arley Ibargüen 75,97 m                                                           | Víctor Fatecha 74,57 m                                                               |
| Décathlon | Jefferson Santos 8 187 pts (w)                                                                 | Georni Jaramillo 8 126 pts (w)                                                   | José Lemos 7 572 pts (w)                                                             |
| Records et Performances - AR : Record continental (area record) - CR : Record des championnats (championship record) - MR : Record du meeting (meet record) - NR : Record national (national record) - OR : Record olympique (olympic record) - PR : Record paralympique (paralympic record) - PB : Record personnel (personal best) - SB : Meilleure performance personnelle de la saison (season's best) - WL : Meilleure performance mondiale de l'année (world leader) - WJR : Record du monde junior (world junior record) - WR : Record du monde (world record) Circonstances et Conditions - DNF : N'a pas terminé (did not finish) - DNS : N'a pas pris le départ (did not start) - DQ : Disqualification (disqualification) - NM : Aucun essai valable enregistré (No Mark) - Q : Qualifié « directement » au prochain tour (ou à la prochaine compétition), lors d'une compétition majeure, grâce au classement ou à la réalisation des minima (automatic qualifier) - q : Qualifié au prochain tour (ou à la prochaine compétition), lors d'une compétition majeure, grâce au repêchage ou à la réalisation de l'une des meilleures performances parmi celles des « non qualifiés directement » (grâce au meilleur temps ou à la meilleure distance par exemple) (secondary qualifier) |                                                                                                |                                                                                  |                                                                                      |

### Femmes
| Épreuves | Or                                                                                             | Argent                                                                                   | Bronze                                                                                   |
| --- | ---------------------------------------------------------------------------------------------- | ---------------------------------------------------------------------------------------- | ---------------------------------------------------------------------------------------- |
| 100 m (Vent : + 3,4 m/s) | Ángela Tenorio 11 s 02 (v. f.)                                                                 | Ana Cláudia Silva 11 s 12                                                                | Andrea Purica 11 s 18                                                                    |
| 200 m (Vent : + 2,8 m/s) | Vitória Cristina Rosa 22 s 67 (v. f.)                                                          | Ángela Tenorio 22 s 90 (w)                                                               | Nediam Vargas 22 s 95 (w)                                                                |
| 400 m | Geisa Coutinho 52 s 03                                                                         | Jennifer Padilla 52 s 68                                                                 | Maitte Torres 53 s 99                                                                    |
| 800 m | Johana Patricia Arrieta 2 min 6 s 36                                                           | Andrea Calderón 2 min 7 s 25                                                             | Déborah Rodríguez 2 min 7 s 41                                                           |
| 1 500 m | Muriel Coneo 4 min 16 s 46                                                                     | Rosibel García 4 min 21 s 81                                                             | Zulema Arenas 4 min 23 s 37                                                              |
| 5 000 m | Muriel Coneo 16 min 16 s 64                                                                    | Belén Casetta 16 min 26 s 32                                                             | Ángela Figueroa 16 min 30 s 59                                                           |
| 10 000 m | Carmen Martínez 34 min 8 s 28                                                                  | Clara Canchanya 35 min 1 s 47                                                            | Jovana de la Cruz 35 min 6 s 24                                                          |
| 20 000 m marche (piste) | Paola Pérez 1 h 32 min 26 s 0                                                                  | Angela Castro 1 h 32 min 35 s 2                                                          | Johana Ordóñez 1 h 38 min 13 s 3                                                         |
| 100 m haies (Vent : +2,9 m/s) | Fabiana dos Santos 12 s 86 (w)                                                                 | Génesis Romero 13 s 16 (w)                                                               | Melissa González 13 s 42 (w)                                                             |
| 400 m haies | Gianna Woodruff 56 s 04                                                                        | Melissa González 56 s 29                                                                 | Fiorella Chiappe 57 s 02                                                                 |
| 3 000 m steeple | Belén Casetta 9 min 51 s 40                                                                    | Zulema Arenas 10 min 9 s 20                                                              | Tatiane Raquel da Silva 10 min 34 s 23                                                   |
| 4 × 100 m | Brésil Franciela Krasucki Ana Cláudia Silva Vitória Cristina Rosa Rosângela Santos 43 s 12     | Colombie Maderly Alcázar Yennifer Padilla Darlenis Obregón Eliecet Palacios 44 s 50      | Équateur Yuliana Angúlo Narcisa Landázuri Romina Cifuentes Ángela Tenorio 44 s 53        |
| 4 × 400 m | Brésil Jailma de Lima Jéssica Roberti da Silva Jessica dos Santos Geisa Coutinho 3 min 33 s 00 | Colombie Eliana Chávez Rosangélica Escobar Astrid Balanta Yennifer Padilla 3 min 33 s 92 | Chili Martina Weil Carmen Mansilla Fernanda Mackenna María José Echeverría 3 min 40 s 00 |
| Saut en hauteur | María Fernanda Murillo 1,82 m                                                                  | Lorena Aires 1,82 m (NR)                                                                 | Julia Cristina Silva 1,79 m                                                              |
| Saut à la perche | Robeilys Peinado 4,50 m                                                                        | Joana Costa 4,20 m                                                                       | Valeria Chiaraviglio 4,15 m                                                              |
| Saut en longueur | Eliane Martins 6,51 m (w)                                                                      | Macarena Reyes 6,51 m (w)                                                                | Johanmy Luque 6,47 m (w)                                                                 |
| Triple saut | Núbia Soares 14,42 m (w)                                                                       | Yulimar Rojas 14,36 m                                                                    | Yosiri Urrutia 13,64 m (w)                                                               |
| Lancer du poids | Geisa Arcanjo 18,06 m                                                                          | Sandra Lemus 17,30 m                                                                     | Livia Avancini 16,75 m                                                                   |
| Lancer du disque | Andressa de Morais 64,68 m (AR)                                                                | Fernanda Raquel Martins 60,80 m                                                          | Karen Gallardo 59,73 m                                                                   |
| Lancer du marteau | Mariana Grasielly Marcelino 66,83 m                                                            | Jennifer Dahlgren 66,17 m                                                                | Johana Moreno 63,09 m                                                                    |
| Lancer du javelot | Flor Ruíz 61,91 m                                                                              | Laila e Silva 58,50 m                                                                    | Laura Paredes 54,86 m                                                                    |
| Heptathlon | Tamara de Sousa 5 667 pts                                                                      | Javiera Brahm 5 168 pts                                                                  | Martina Corra 5 026 pts                                                                  |
| Records et Performances - AR : Record continental (area record) - CR : Record des championnats (championship record) - MR : Record du meeting (meet record) - NR : Record national (national record) - OR : Record olympique (olympic record) - PR : Record paralympique (paralympic record) - PB : Record personnel (personal best) - SB : Meilleure performance personnelle de la saison (season's best) - WL : Meilleure performance mondiale de l'année (world leader) - WJR : Record du monde junior (world junior record) - WR : Record du monde (world record) Circonstances et Conditions - DNF : N'a pas terminé (did not finish) - DNS : N'a pas pris le départ (did not start) - DQ : Disqualification (disqualification) - NM : Aucun essai valable enregistré (No Mark) - Q : Qualifié « directement » au prochain tour (ou à la prochaine compétition), lors d'une compétition majeure, grâce au classement ou à la réalisation des minima (automatic qualifier) - q : Qualifié au prochain tour (ou à la prochaine compétition), lors d'une compétition majeure, grâce au repêchage ou à la réalisation de l'une des meilleures performances parmi celles des « non qualifiés directement » (grâce au meilleur temps ou à la meilleure distance par exemple) (secondary qualifier) |                                                                                                |                                                                                          |                                                                                          |

## Tableau des médailles[3]
| Rang | Nation    | Or | Argent | Bronze | Total |
| ---- | --------- | -- | ------ | ------ | ----- |
| 1    | Brésil    | 17 | 12     | 7      | 36    |
| 2    | Colombie  | 9  | 12     | 9      | 30    |
| 3    | Argentine | 6  | 3      | 5      | 14    |
| 4    | Équateur  | 4  | 2      | 3      | 9     |
| 5    | Venezuela | 3  | 5      | 5      | 13    |
| 6    | Chili     | 1  | 4      | 5      | 10    |
| 7    | Paraguay  | 1  | 0      | 2      | 4     |
| 8    | Panama    | 1  | 0      | 1      | 2     |
| 9    | Guyana    | 1  | 0      | 0      | 1     |
| 9    | Suriname  | 1  | 0      | 0      | 1     |
| 11   | Pérou     | 0  | 3      | 6      | 9     |
| 12   | Uruguay   | 0  | 2      | 1      | 3     |
| 13   | Bolivie   | 0  | 1      | 0      | 1     |